# ذات مرة في البندقية (فلم)
ذات مرة في البندقية (بالإنجليزية: Once Upon a Time in Venice) هو فيلم حركة وكوميديا تم انتاجه في الولايات المتحدة و صدر سنة 2017 بطولة بروس ويليس وجايسون موموا.

## القصة
(ستيف فورد) محقق خاص في مدينة لوس أنجلوس يدخل في صدام مع عصابة سيئة السُمعة بعد سرقتهم كلبته الأليفة المُقربة لقلبه؛ فينتج عن صدامه معهم الكثير من العواقب المجنونة.

## الميزانية والإيرادات
حقق الفيلم ارباح تقدر بـ 735,353 دولار.

## وصلات خارجية
- مقالات تستعمل روابط فنية بلا صلة مع ويكي بيانات

ذات مرة في البندقية على IMDb
ذات مرة في البندقية على Rotten Tomatos
ذات مرة في البندقية على AllMovie